# Wojciech Gawlik
Wojciech Gawlik (ur. 15 maja 1948 w Krakowie) – polski fizyk, dr hab. nauk fizycznych, profesor zwyczajny w Zakładzie Fotoniki Instytutu Fizyki im. Mariana Smoluchowskiego Uniwersytetu Jagiellońskiego.

## Życiorys
Syn Jana Pawła Gawlika. Maturę zdał w IX Liceum Ogólnokształcącym w Krakowie. W 1970 r. ukończył studia fizyczne w Uniwersytecie Jagiellońskim. Od 1970 do 2023 r. pracował w Instytucie Fizyki UJ. W latach 1972–74 prowadził badania w Physikalisches Institut na Uniwersytecie w Heidelbergu, gdzie odkrył nieliniową rotację Faradaya zawiązaną z koherencjami atomowymi.
W 1975 r. obronił w UJ pracę doktorską „O rozpraszaniu do przodu promieniowania rezonansowego przez atomy sodu”. W 1980 habilitował się na podstawie rozprawy „Spektroskopowe zastosowania dyspersyjnych własności atomów oddziałujących z promieniowaniem laserowym”. W 1983 r. otrzymał stopień docenta, w 1991 r. został profesorem nadzwyczajnym w zakresie nauk fizycznych w UJ, w 1992 otrzymał tytuł profesora, a w 2000 r. został profesorem zwyczajnym w UJ. Jego prace dotyczą doświadczalnej fizyki atomowej, kwantowej i nieliniowej optyki, fizyki ultrazimnej materii, centrów barwnymi w kryształach, spektroskopii laserowej i fotoniki.
Prowadził badania w Heidelbergu, Reading, Paryżu, Monachium, Florencji, Boulder, Berkeley, Toruniu, a zwłaszcza w UJ w Krakowie. Pionier polskich doświadczalnych badań z zakresu fizyki ultrazimnej materii i jeden z założycieli Krajowego Laboratorium Fizyki Atomowej i Optycznej w UMK w Toruniu, w którym pod jego kierunkiem wytworzono w 2007 roku pierwszy w Polsce kondensat Bose-Einsteina ultrazimnych atomów rubidu 87. W latach 2010 rozwinął optyczne badania rezonansu magnetycznego centrów barwnych w kryształach. Od 2018 r jest profesorem emerytowanym w Zakładzie Fotoniki Instytutu Fizyki UJ.
Wypromował 21 doktorów i kilkudziesięciu magistrów fizyki. Był kierownikiem wielu grantów krajowych (KBN, NCN) oraz zagranicznych (UE, NATO) oraz członkiem zarządów towarzystw naukowych (Polskie Towarzystwo Fizyczne, European Physical Society – Quantum Electronics & Optics Division, European Optical Society). Jest recenzentem i ekspertem wielu czasopism i komitetów naukowych w Polsce i na świecie (m.in. European Research Council, Fundacja na Rzecz Nauki Polskiej, Narodowe Centrum Nauki).